# 草卡镇
草卡镇，是中华人民共和国西藏自治区昌都市边坝县下辖的一个乡镇级行政单位。

## 行政区划
草卡镇下辖以下地区：
东托社区、格吉村、旺卡村、索村、来义村、拉托村、藏巴村、卓归村、昌沙村、麦加村、达根村、拉贡村、丹达村和苏东村。